# Cambridgea reinga
Cambridgea reinga es una especie de araña intermareal del género Cambridgea, de la familia Desidae, orden Araneae. Fue descrita por Forster & Wilton en 1973.
Se distribuye por Oceanía: Nueva Zelanda. Fue publicada en The spiders of New Zealand. Part IV. Otago Museum Bulletin 4: 1-, 309.